# Akropolismuseum

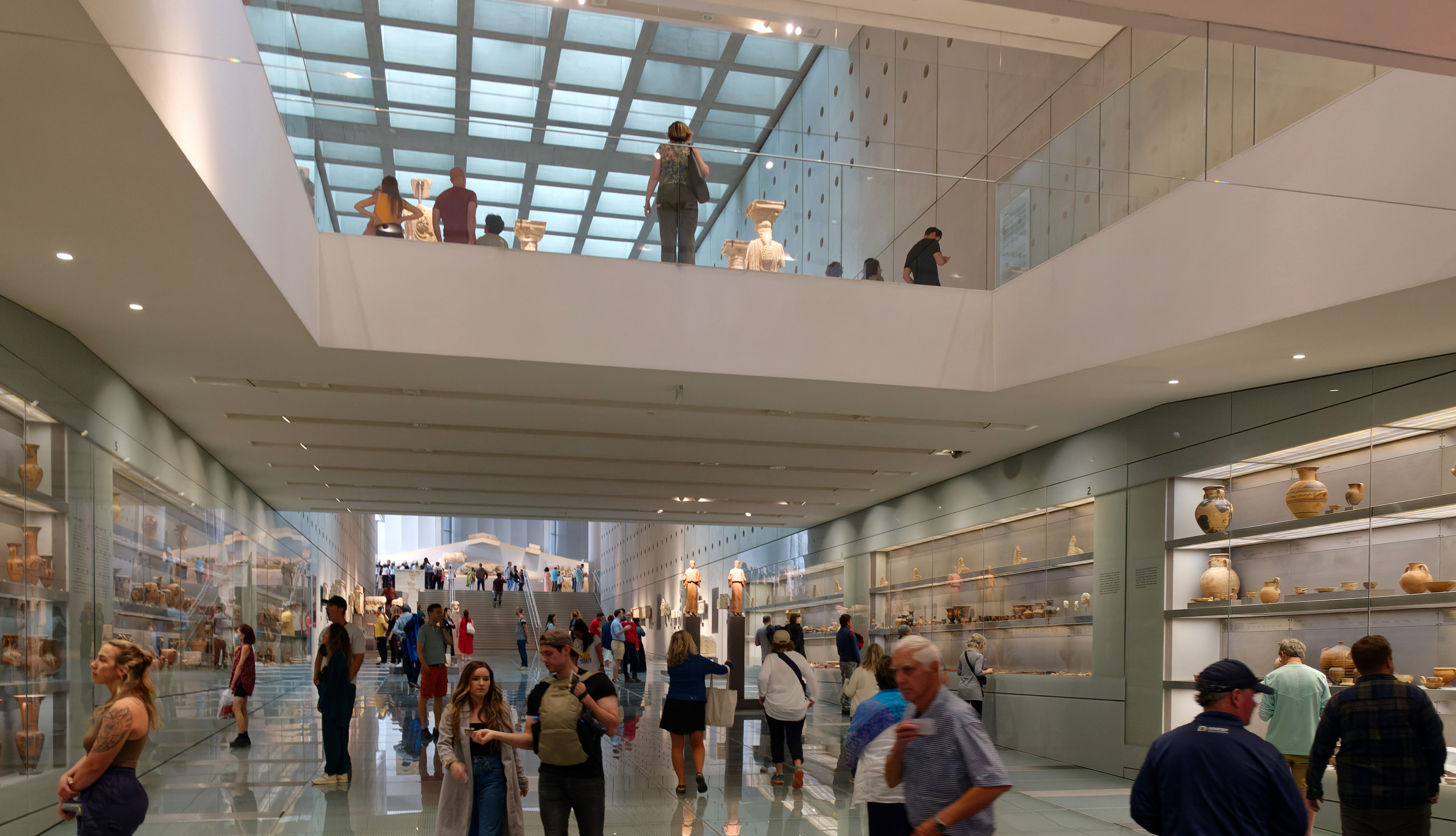

Akropolismuseum (moderner Komplex aus verkantet übereinanderliegenden Geschossen), 2009

Das Akropolismuseum (griechisch Μουσείο Ακρόπολης Mousio Akropolis) ist ein Museum in Athen. Es verwahrt ausschließlich Fundstücke und Objekte von der Akropolis von Athen. Das heutige Gebäude am Fuß der Akropolis wurde von Bernard Tschumi und Michalis Fotiadis entworfen und am 20. Juni 2009 eröffnet. Nach dreieinhalb Jahren wurden bereits mehr als 5 Mio. Besucher verzeichnet.

## Geschichte

### Erstes Museum von 1863
Der Beginn der Präsentation waren einige wenige Exponate auf dem Akropolisfelsen unter freiem Himmel, ein Teil davon unter Holzdächern und provisorischen Abdeckungen. Mit der ersten Ausgrabung des Perserschutts im Jahr 1863 zeigte sich, dass bald ein Museumsgebäude notwendig sein dürfte. Ein Jahr später stiftete Demetrios Bernardakis, ein in Russland wohnhafter Grieche, die Baukosten. Bald darauf begann der Bau des ersten Museums auf der Akropolis, welches von Panagiotis Kalkos (einem der Architekten des Archäologischen Nationalmuseums) entworfen wurde. Mit der Zeit erwies sich auch dieses als zu klein, vor allem wegen der Besucherströme aus dem Ausland, so dass ein halbes Jahrhundert später ein zweites Akropolismuseum geplant wurde.

### Zweites Museum von 1937

Das Museum von 1937 wurde in Stein ausgeführt und vollständig in einer Mulde auf dem Felsen platziert.

Es wurde 1937 von Patroklos Karantinos im Stil der klassischen Moderne in einer Mulde auf dem Akropolisfelsen errichtet. Es besteht aus einem Betonskelett, das mit Stein ausgefacht ist. Zweck dieser ungewöhnlichen Lösung war es, das Gebäude aus der Ferne möglichst unscheinbar in die Felssenke einzubauen. Das Gebäude nutzte die Mulde vollständig aus und konnte daher nicht mehr erweitert oder in nennenswertem Maße umgebaut werden. Erstmals konnten die Exponate in chronologischer Reihenfolge gezeigt werden.
Dieses Museum sollte gemäß der ursprünglichen Planung zwecks archäologischer Grabungen abgerissen werden. Aufgrund des Mangels an Räumen auf der Akropolis und seines architektonischen Werts ist dies jedoch verworfen worden. Es soll zu einem Büro der Verwaltung umgebaut werden, wobei auch ein öffentliches Café eingerichtet werden soll.

### Planungen bis zum Neubau
Der griechische Premierminister Konstantinos Karamanlis äußerte 1974 den Wunsch, ein neues Museum zu errichten. In den 1980er Jahren griff Kulturministerin Melina Mercouri den Vorschlag wieder auf und sicherte das 1,8 ha große Gelände der Makrygiannis-Kaserne als Standort, auf dem auch ein früheres Militärkrankenhaus (entworfen von Wilhelm von Weiler) von 1834 steht. Sie verband den Bau außerdem mit der Forderung nach Rückgabe der ab 1801 von Lord Elgin von der Akropolis entfernten Kunstschätze (Elgin Marbles), vor allem des Parthenonfrieses, die sich heute im British Museum in London befinden (siehe unten). In den 1980er und 90er Jahren wurden insgesamt vier Wettbewerbe ausgeschrieben (vom Ideenwettbewerb bis zum Entwurf des Gebäudes), wobei der letzte notwendig wurde, weil Ungereimtheiten bei der Ausschreibung des dritten Wettbewerbs festgestellt worden waren, und die italienischen Wettbewerbssieger Manfredi Nicoletti und Lucio Passarelli nicht bereit waren, ein in der Zwischenzeit entdecktes archäologisches Grabungsfeld in ihrem Entwurf zu berücksichtigen. Auch war ihr Entwurf wegen seiner allzu glamourösen Ästhetik in die Kritik geraten.
Den letzten Wettbewerb gewann Bernard Tschumi.

### Der Neubau
Ein wichtiges Argument für die Auswahl des Entwurfs von Bernard Tschumi war die Berücksichtigung und Einbindung des nahezu ganzen Grabungsfeldes. Sein Entwurf zitiert oder imitiert den Parthenon nicht, greift aber seine Proportionen und Materialien auf (der dritte Stock hat exakt dessen Maße und Ausrichtung, um den Fries in ganzer Länge und in der originalen Reihenfolge zeigen zu können). Das Gebäude ist äußerst erdbebensicher gebaut, es liegt auf Gleitpendellagern und ist damit vom Untergrund abgekoppelt, damit Erdbebenwellen nicht einwirken können.
Das Grundstück wurde mit Olivenbäumen und den für Athen typischen Bitterorangen-Bäumen (Citrus aurantium) bepflanzt. Da Olivenbäume nur sehr langsam wachsen, wurden ausgewachsene Exemplare gepflanzt.
In der Zeit bis zum Baubeginn wurde beim Bau der neuen U-Bahn-Linie ein Ausgang direkt vor das geplante Gebäude gelegt (Station Akropolis der Linie 2) und die Straße Dionyssiou Areopagitou zur Fußgängerzone („Peripatos“) umgestaltet.
2002 war Baubeginn, wobei zuvor und danach zahlreiche Klagen von Anwohnern den Bau behinderten.
Während der Bauzeit war das Erdgeschoss für Besucher geöffnet; hier wurden Animationen zum Bau und zum Umzug gezeigt. 2007 wurde das Gebäude fertiggestellt. Die Innentemperatur im Gebäude beträgt aus konservatorischen Gründen das ganze Jahr über exakt 23 °C. Nach Schließung des alten Museums fand der „teuerste Umzug in der Geschichte Athens“ statt. Am 20. Juni 2009 wurde das neue Museum mit einem Staatsakt in Anwesenheit zahlreicher hoher Gäste eröffnet. Der Eintrittspreis betrug bis zum 31. Dezember 2009 symbolisch 1 Euro.
Bundespräsident Joachim Gauck hielt im März 2014 eine Rede mit dem Titel „Europa: Erbe und Zukunft“ im Akropolis-Museum.
Im Jahr 2021 startete das Museum eine neue Website, die auf sechs Sprachen verfügbar ist (Griechisch, Englisch, Spanisch, Deutsch, Italienisch und Französisch). Die digitalen Sammlungen umfassen 2.156 Artefakte mit ausführlichen Beschreibungen, interaktivem Glossar, Bibliographie, Fotografien, Zeichnungen und in vielen Fällen Videos.

### Diskussionen um den Neubau

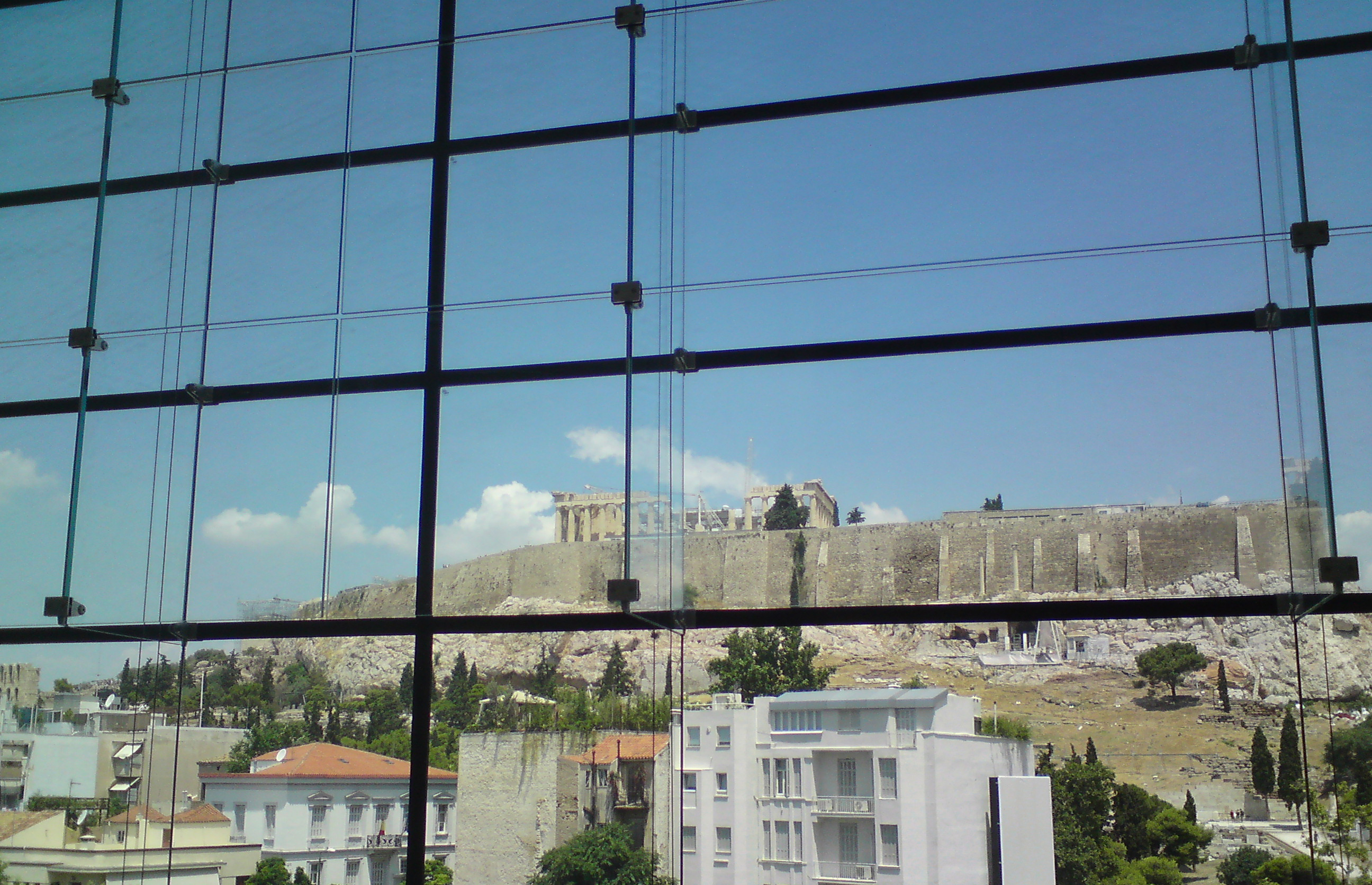
Blick vom Akropolismuseum auf die Athener Akropolis, 2009

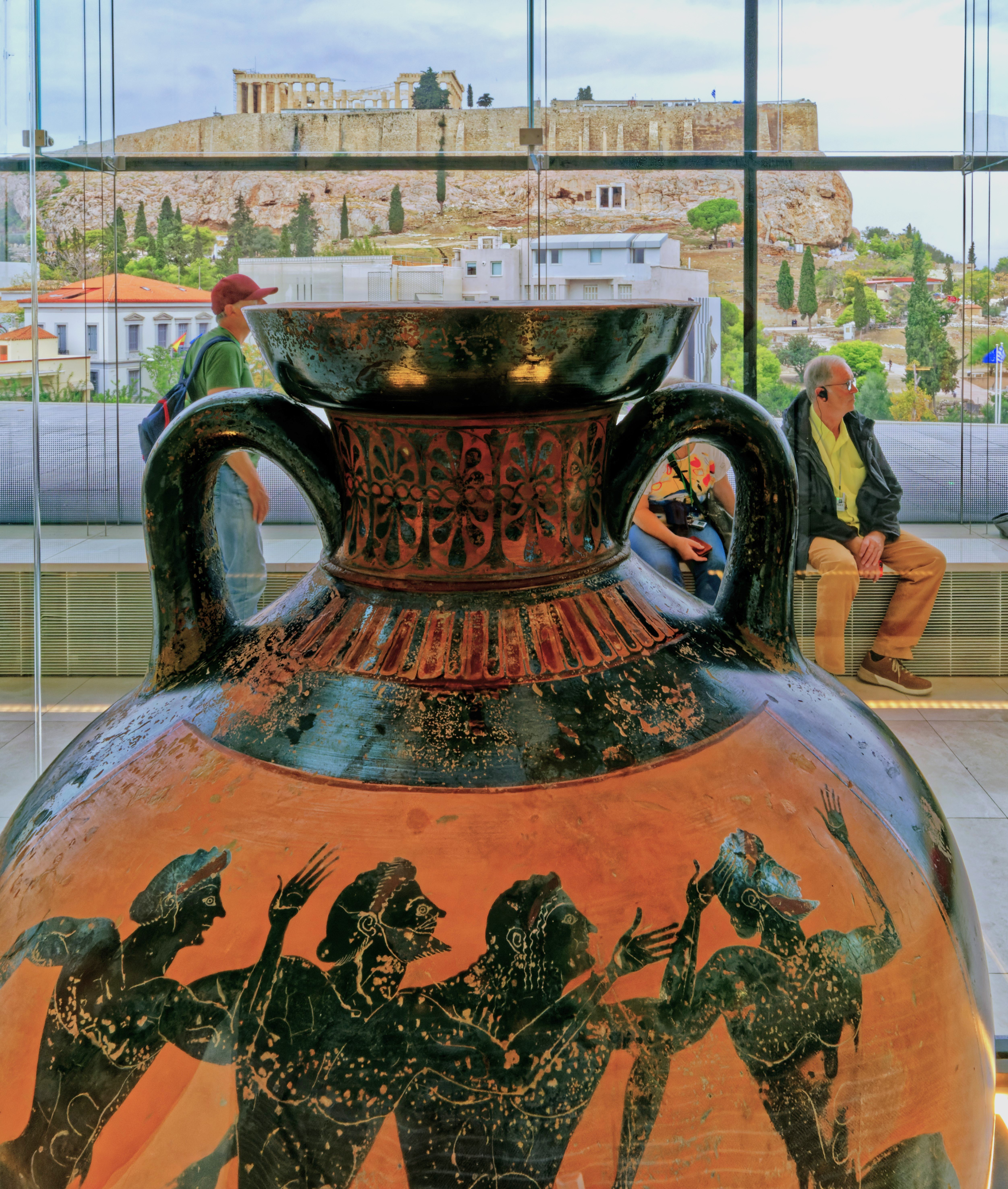

Bereits zu Beginn der Bauarbeiten im Jahr 2002 begann eine gerichtliche Klagewelle von Anwohnern. Ein Grund war wohl der in Athen sehr prestigeträchtige „Akropolisblick“, dessen Verlust zahlreiche Wohnungen erheblich entwertete; als Gründe genannt wurden u. a. Baulärm, Verschattung, die Funde unter dem Gebäude.
Die zweite Phase der Klagen betraf den geplanten Abriss zweier Gebäude an der Dionyssiou Areopagitou Nr. 17 und 19. Es handelt sich um zwei Apartmenthäuser, von denen das eine (aus der Zeit um 1910) dem Komponisten Vangelis gehörte. Das andere ist ein Art-déco-Bau des Architekten Vassilis Kouremenos, eines Freundes von Picasso, 1930 errichtet. Sie standen seit Ende der 1970er Jahre unter Denkmalschutz. Nach Auffassung der Befürworter des Abrisses behinderten die Bauten den Blick vom Museum zum Akropolis-Hügel. Die Kritiker hielten dagegen, dass dies nur für den Blick von der Café-Terrasse zum unteren Abhang gelte. Zudem war die Erhaltung der denkmalgeschützten Bauten eine der Wettbewerbsvorgaben und wurde auch vom obersten griechischen Verwaltungsgericht, dem Staatsrat, nach einer Anwohnerklage zur Bedingung für die Baugenehmigung gemacht. Der Kompromiss, die Gebäude abzutragen und die Fassaden in derselben Straße an anderer Stelle wiederaufzubauen, wurde von den Besitzern wie auch von den meisten Denkmalschützern abgelehnt. Neben dem Gerichtsentscheid stand außerdem die Aufhebung der Unterschutzstellung durch das Bau- und Umweltministerium aus, die unabhängig von derjenigen des Kulturministeriums ausgesprochen wurde und auch sechs weitere Gebäude derselben Straßenfront betraf. Auch der Internationale Rat für Denkmalpflege ICOMOS sprach sich gegen den Abriss aus. Der Staatsrat entschied schließlich im Juli 2009, den Ministerbeschluss bezüglich des Abrisses aufzuheben. Dagegen stimmte der Staatsrat dem Abriss zweier weiterer klassizistischer Bauwerke hinter dem Museum zu (Beschlüsse 2335/2009 und 2339/2009). Anfang Februar 2010 beschloss die neue Führung des Kulturministeriums jedoch, auch diese Bauten zu erhalten.
Der Architekturkritiker Tassis Papaioannou, der den städtebaulichen Impuls des Museums lobte, beklagte andererseits die mangelnde bauliche Anbindung an die umliegende Bebauung und schrieb in seiner Aufsatzsammlung Architektur und Stadt: „Das neue Museum ignoriert demonstrativ seine bauliche Umgebung, es duldet keine Gebäude neben sich […]. Seine Ästhetik ist die eines Einkaufszentrums, einer Vitrine, nur mit dem Unterschied, dass hinter der Glasfassade keine Autos oder Kleider gezeigt werden, sondern die Skulpturen der Akropolis!“ Demgegenüber stellte der Architekturkritiker Roman Hollenstein fest: „Spätestens in diesem wohl schönsten Skulpturensaal der jüngeren Zeit erkennt man, dass Tschumis von aussen so nüchternes Haus ein Meisterwerk der Museumsarchitektur darstellt. Das von griechischer Klarheit und mathematischer Logik durchdrungene und von wenigen Materialien (Beton, Glas, Marmor) geprägte Gebäude erlaubt es den Skulpturen, sich im Licht zu entfalten, und den Besuchern, sich frei im Raum zu bewegen.“ 
Die Wogen glätteten sich mit dem Heranrücken des Eröffnungstermins: Zahlreiche griechische Zeitungen berichteten ausführlich mit überwiegend positiven Kritiken und Interviews über das Museum, teilweise sogar in Sonderbeilagen, die dem Museum gewidmet waren.

## Exponate

### Von der Archaik bis zur Spätantike
Das Museum zeigt die rund 300 Statuen und Friesteile sowie etwa 4000 andere kleinere Gegenstände aus dem archaischen Zeitalter, der klassischen Antike und der Spätantike, die bisher im alten Akropolismuseum auf der Akropolis ausgestellt waren oder aus Platzmangel in Magazinen lagerten, darunter folgende Werke:

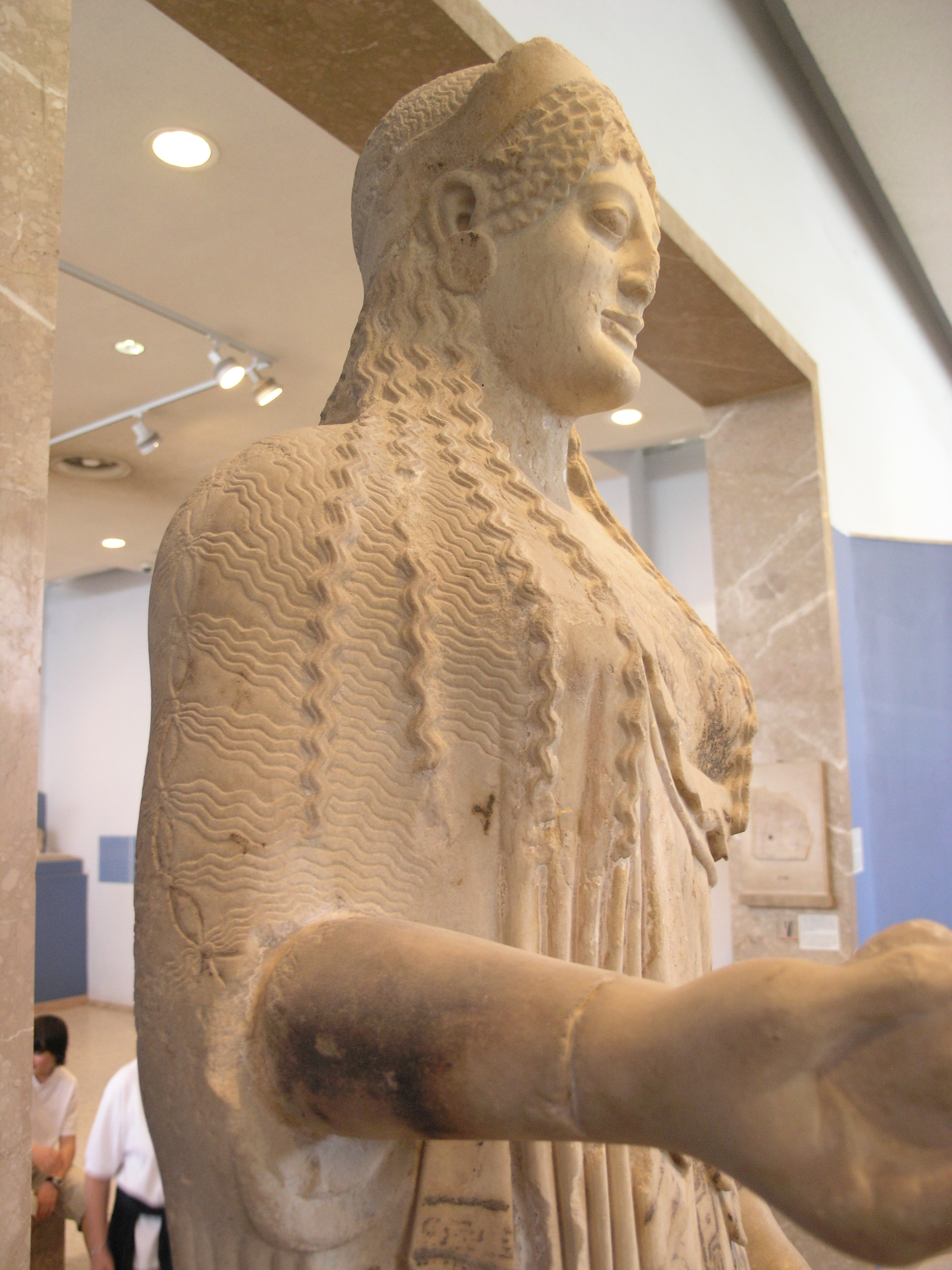
Eine Kore (in den alten Ausstellungsräumen)

- Blonder Kopf von der Akropolis
- Kalbträger
- Kritios-Knabe
- Peploskore
- Reiter Rampin

### Der Parthenonfries
Der Bau des Museums ist eng mit der Forderung nach Rückgabe des Parthenon-Frieses verbunden. 1801, als Athen noch zum Osmanischen Reich gehörte, beanspruchte der britische Botschafter in Konstantinopel, Lord Elgin, dass er sich eine Genehmigung verschafft hatte, herumliegende Fundstücke von der Akropolis mitzunehmen. Er demontierte daraufhin einen Großteil des Parthenonfrieses (ungefähr die Hälfte der Originallänge bzw. zwei Drittel des erhaltenen Frieses), zahlreiche Metopen, fast alle Giebelfiguren sowie eine Karyatide des Erechtheion und andere Kunstwerke. Sie sind seit 1816 im British Museum ausgestellt, welches auf die Rechtmäßigkeit des Erwerbs durch Kauf von Lord Elgin verweist und sich weigert, die Plastiken zurückzugeben. Um der Forderung Griechenlands nach Rückgabe Nachdruck zu verleihen, wollte man zunächst die entsprechenden Lücken im Parthenonsaal freihalten, entschied sich am Ende aber doch für Gipsabgüsse, die deutlich heller als die bernsteinfarbenen Originale sind. Die fehlende Karyatide wurde allerdings nicht ersetzt.
Bereits 2004 gab eine Schwedin ein, unerlaubt von ihrem Onkel entwendetes, Marmorfragment an das Museum zurück.
Ein Stück des Parthenonfrieses, das Fagan-Fragment, befand sich im Museo Archeologico Regionale Antonino Salinas in Palermo. Im Juni 2022 wurde seine offizielle Rückgabe an Griechenland vereinbart. Die Universität Heidelberg und der Vatikan haben weitere Fragmente des Parthenons dauerhaft zurückgegeben.
Im Jahr 2023 einigten sich Griechenland und der Vatikan auf die Rückgabe dreier Fragmente, die im Besitz des Heiligen Stuhls waren. Auch diese Fragmente sollen im Akropolismuseum ausgestellt werden.
Nach wie vor weigert sich jedoch Dänemark, Fragmente an Griechenland zurückzugeben. Eine offizielle Anfrage des Museums wies das Dänische Nationalmuseum 2023 zurück. Die drei Skulpturenfragmente aus dem Parthenon bestehen aus zwei Marmorköpfen und einem Pferdehuf. Sie seien, nach der überraschenden Argumentation des Dänischen Museums, für Dänemark wichtiger als für Griechenland.

### Pokal des ersten Marathonlaufs (bis 2015)
Bis zur Fertigstellung des eigenen Kulturzentrums 2015 hat die Stavros Niarchos Foundation den Michel-Breal-Pokal ausgeliehen, den Spiridon Louis als Sieger des ersten Marathonlaufs zu den Olympischen Spielen 1896 erhalten hatte.

## Auszeichnungen
- 1974: Winckelmann-Medaille des Deutschen Archäologischen Instituts (DAI)[13]
- 2010: „Best Worldwide Tourism Project“ des British Guild of Travel Writers’ (BGTW)[14]
- 2012: „IIC Keck Award“ des International Institute of Conservation für eine mit dem griechischen Forschungsinstitut FORTH entwickelte Methode nach der Objekte direkt in der Ausstellung restauriert werden, eingesetzt wird hierbei auch eine neuartige Lasertechnik[15]
- 2013: „The world's 50 best museums“ Platz 3 der besten Museen weltweit, der britischen Zeitung The Times zufolge.[16]

- 2018: „Travellers Choice Awards“ (Tripadvisor) Platz 4 unter den besten Museen der Welt.[17]